# Stereaceae
The Stereaceae là một họ nấm trong bộ Russulales. Các loài trong họ này phân bố rộng rãi, là lignicolous hay lục địa (rác lá cây), và đặc biệt trong saprobic. Đến năm 2008, họ này có 22 chi gồm 125 loài.

## Danh sách các chi
Acanthobasidium

Acanthofungus

Acanthophysium

Aleurocystidiellum

Aleurocystis

Aleurodiscus

Amylofungus

Amylohyphus

Amylosporomyces

Amylostereum

Boidinia

Chaetoderma

Conferticium

Dextrinocystis

Gloeocystidiopsis

Gloeodontia

Gloeomyces 

Gloiothele

Laxitextum

Megalocystidium

Pseudoxenasma

Scotoderma

Scytinostromella

Stereum

Vesiculomyces

Xylobolus